# 曹源寺 (豊明市)

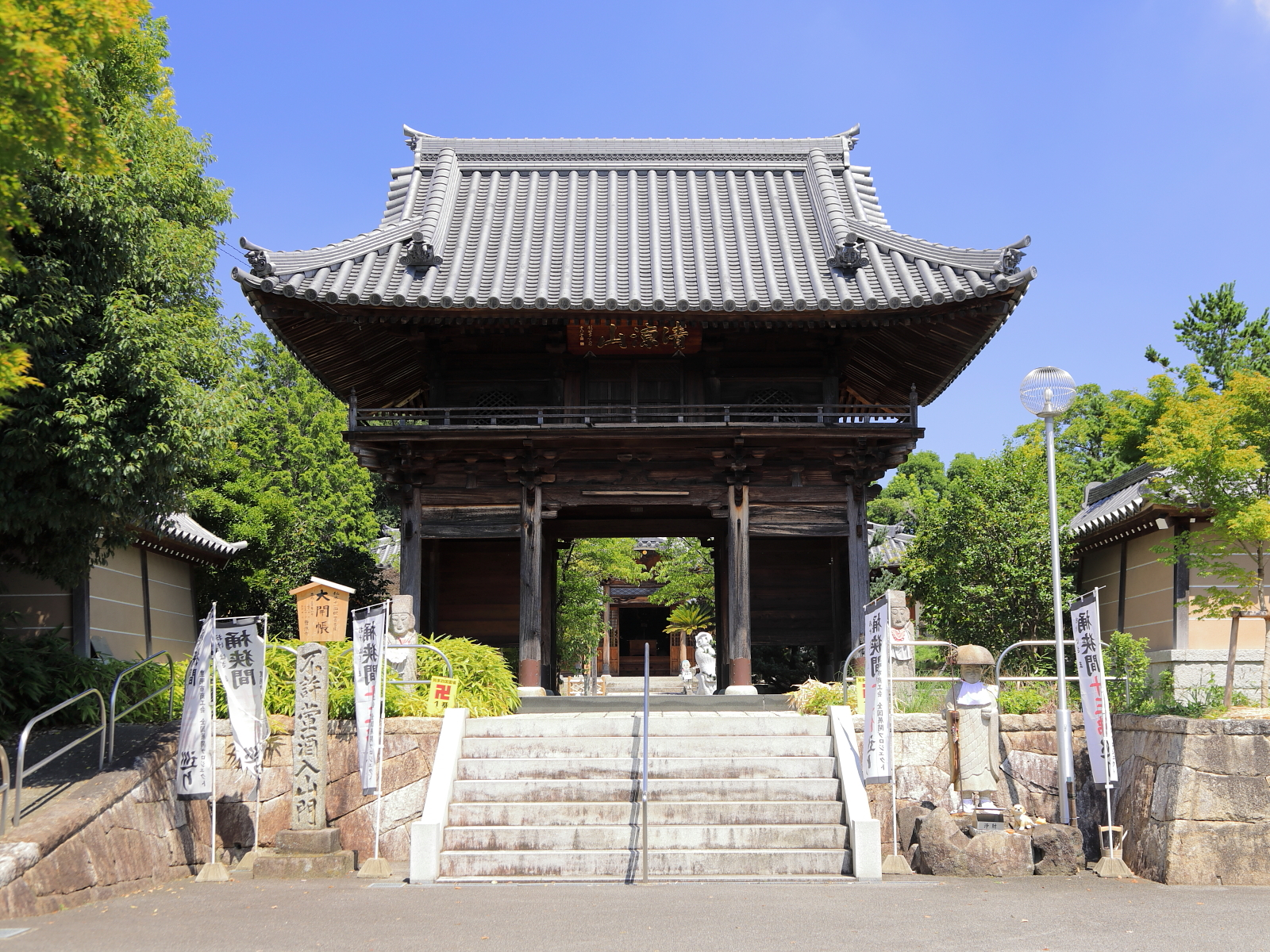
山門（2018年）

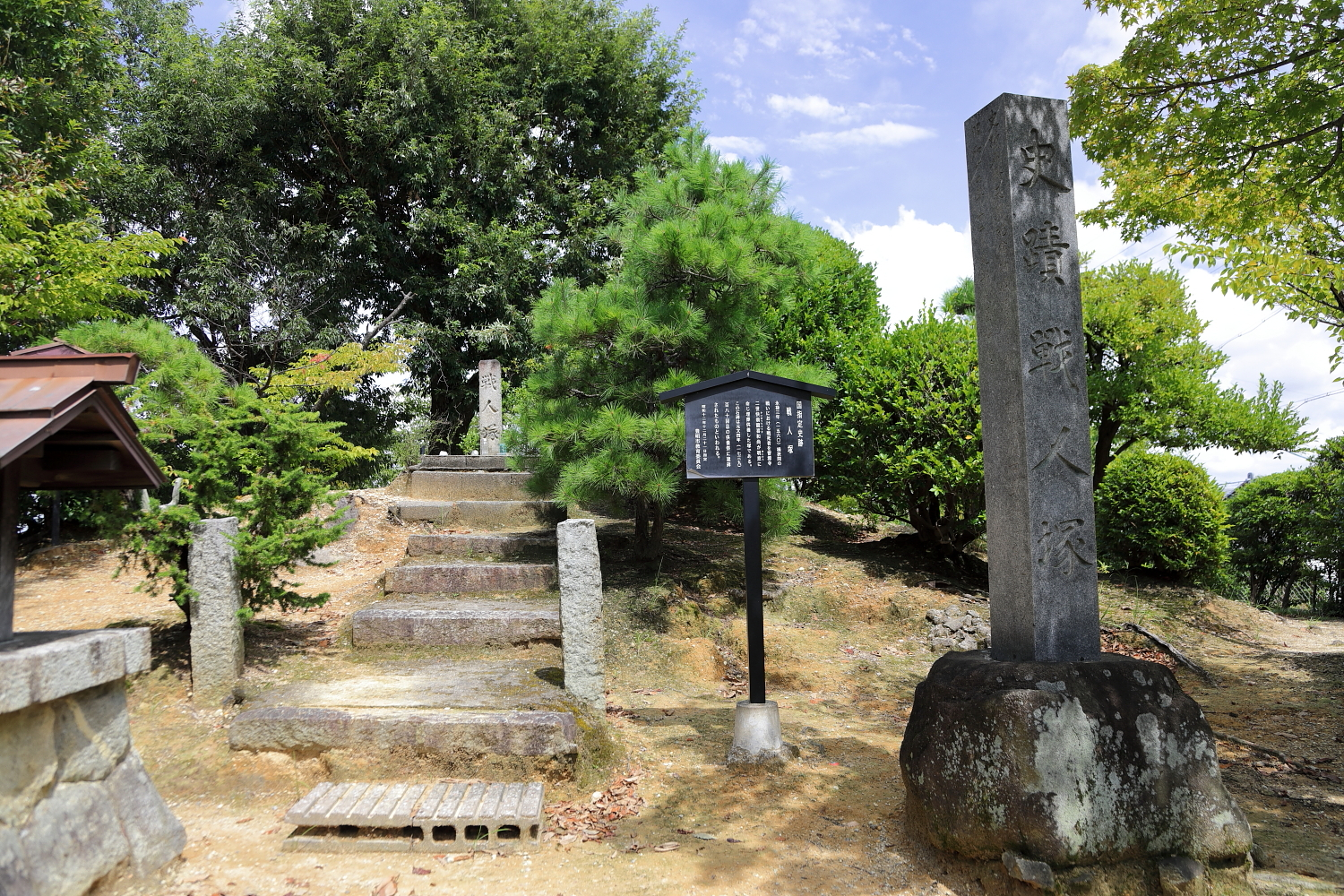
戦人塚（2018年8月）

曹源寺（そうげんじ）は、愛知県豊明市にある曹洞宗の寺院。知多四国霊場の第1番。現在の住職は二十六世である。

## 歴史
鎌倉時代に天台宗の寺院として開闢されたと伝えられている。現在の宗派である曹洞宗に改宗され開創されたのは、1505年（永正2年）の実田以耘和尚のときである。1560年（永禄3年）、二世快翁龍喜和尚のとき桶狭間の戦いが起こり、その戦死者（約2,500人）を引導焼香し葬った。
1654年（承応3年）3月3日、火災に因り諸堂が全て灰燼に帰し、わずかに山門の扉2枚のみ残ったと伝えられている。当時の伽藍は現在地より南東1キロぐらいのところ元屋敷にあり、その地は境川、正戸川の氾濫に悩まされており、高台である現在地を整地して伽藍を整備した。江戸時代より当地域の中本山としての格を誇り、現在では愛知県下に多くの檀信徒とのつながりがある。
豊明市指定有形文化財である山門は、1717年（享保2年）の六世了悟素髄和尚の時、知多郡桶狭間村の住人である梶野清右衛門の一寄進によって建立された。欅材一部檜材三間一戸楼門造り、屋根は入母屋瓦葺であり、扁額は八事般若台　雲臥元淳禅師の筆である。大庫裏は1805年（文化2年）に再建されたもので、大屋根に煙抜きの小屋根が乗っている。玄関と土間の天井には松の大木での小屋組が施されており、江戸期の寺院の庫裏の造りが今も残っている。

## 行事・祭事
知多四国霊場一番札所
“西浦や 東浦あり 日間賀島 篠島かけて 四国なるらむ”——古歌にこのように謡われた知多半島に文化6年（1809年）古見村（現在の知多市新地）妙楽寺一三世亮山上人が弘法大師の夢告によって知多四国霊場の開創を決意されたのに始まる。岡戸半蔵行者と武田安兵衛という二人の同志を得て開創の大業に着手されたのである。曹源寺には武田安兵衛行者が大師尊像を奉持し来り安置を願った。しかし住職は弘法大師は他宗の宗祖でもあり受け入れる事を逡巡したので、やむなく当村の檀徒総代である彦蔵方に託した。彦蔵曹源寺御堂の一隅に仮安置したところ漸次参拝者が増し弘法堂を建立した。曹源寺が知多四国一番札所に定まったのは当時の当村（大脇村）が知多半島最北端の知多郡であり霊場の札番は右回りによるところである。現在では曹源寺への参拝者は巡礼者を含め年間10万人程である。
豊明の大根炊き
正式名は『烏蒭沙摩明王尊大祭』という。毎年11月29日に行われる行事でご祈祷をされた大根を“ふろふき大根”とし“結び昆布”と共に食して明王尊とご縁を結び健康で寝たきりになることのないよう願う行事である。毎年大変な人出で6,500人分の“ふろふき大根”を用意する。混雑のため食べられない人、当日参拝のできない人のために持ち帰り用10,000個の“生の大根”を用意する。
明道稲荷
飛び地境内（豊明市新栄町2丁目）にある。由緒は慶応元年（1865年）知多郡北崎村（現在の大府市北崎町）の素封家浜島卯八の三女「とう」が寂應和尚の感化を受け、当時の東海道を行き来する旅人の難儀を救わんと剃髪して仏門に入り明道尼と改名し、東海道に面した落合（現在の新栄町1丁目）の集落に浜島卯八の援助で寂應庵を建立した。その庵を東海道を旅する人のための無料休憩所として毎日お茶の接待を行い人々の心身を癒した。いまでもその時に使った大きな湯釜が曹源寺に保管されている。平成2年明道尼100回忌のとき尼の業績を顕彰するため一堂を建立、福徳を与える稲荷を明道尼に因み明道稲荷と尊称し明道尼の仏心の証として末永く人々の安穏を祈願するため、その堂のご本尊としてお祀りしている。　　　　
桶狭間の戦いと戦人塚
永禄3年（1560年）5月19日史上に有名桶狭間の戦い、すなわち駿河城主今川治部大輔義元、尾張に侵攻中桶狭間にて織田信長の奇襲をうけ戦死、曹源寺二世快翁龍喜和尚は明窓宗印和尚に命じて村人とともに戦傷者を収容し介護、戦死者（約2,500人）を各所に葬り引導焼香した。各所の塚は近年まで存在していたが宅地開発で失われてしまった。戦人塚（最初は駿河塚と呼ばれていた）はそれらの塚の代表的な存在として造られ歴代の住職が衆僧を率いて供養を続けてきた。現在では主催者が前後区に引継がれ曹源寺住職を拝請して6月第一土曜日に戦人塚で法要が営まれている。曹源寺の位牌堂では今川義元公位牌『天澤院殿四品前禮部侍郎乃峯哲公大居士』松井宗信位牌『法号寂應白空庵主』その他“桶狭間の戦い”の戦死者を手厚く供養している。

## 所在地
- 〒470-1165：愛知県豊明市栄町内山45

## 交通
- 名鉄名古屋本線 前後駅下車、南東約900メートル、徒歩で約15分。
- 伊勢湾岸自動車道
  - 東行き：名古屋南インターより名四国道豊明分岐直後左折で約1分。
  - 西行き：豊明インターより約5分。
- 名古屋高速 大高インターより名四国道豊明分岐直後左折で約1分。